# رابرت بلیو آدامز
رابرت بلیو آدامز (انگلیسی: Robert Bellew Adams; ۲۶ ژوئیهٔ ۱۸۵۶ – ۱۳ فوریهٔ ۱۹۲۸) فرد نظامی اهل بریتانیا بود. وی همچنین برندهٔ جوایزی همچون صلیب ویکتوریا شده‌است.